# Лииматта, Отсо
Отсо Урхо Эемиль Лииматта (фин. Otso Urho Eemil Liimatta; род. 10 июля 2004, Оулу) — финский футболист, полузащитник клуба «Фамаликан».

## Клубная карьера
Лииматта — воспитанник клуба «Терварит». В 2021 году игрок подписал контракт с «Оулу». 28 мая 2021 года в матче против ХИКа он дебютировал в Вейккауслиге. 29 апреля 2022 года в поединке против «Хака» Отсо забил свой первый гол за «Оулу». Летом 2023 года Лииматта перешёл в португальский «Фамаликан», подписав контракт на четыре года. 11 августа в матче против «Браги» он дебютировал в Сангриш лиге. 